# Георгіос Нікас
Георгіос Нікас (грец. Γεώργιος Νίκας, нар. 17 вересня 1999, Афіни) — грецький футболіст, півзахисник клубу «Панатінаїкос». Виступав також за клуб «Левадіакос».

## Ігрова кар'єра
Георгіос Нікас народився 1999 року в місті Афіни, та є вихованцем футбольної школи клубу «Левадіакос». У 2017 році Нікас розпочав грати в основній команді клубу, в якій виступав до 2024 року, взявши участь у 126 матчах чемпіонату. У 2024 році футболіст перейшов до складу клубу «Панатінаїкос», але в афінському клубі гравцем основного складу не став, зігравши за сезон лише 4 матчі чемпіонату.